# Terzett
Ein Terzett (von lat. tertius: „dritter“; ital. terzetto; frz. trio; engl. terzet; ahd. triett) bezeichnet in der Musik im Unterschied zum instrumentalen Trio eine Komposition für drei konzertierende Singstimmen mit oder ohne Instrumentalbegleitung. Auch die Gruppe der beteiligten Gesangssolisten wird in der Regel so genannt.
Das Vokal-Terzett ist oft Bestandteil größerer dramatischer oder oratorischer Werke.

## Geschichte
Im 16. und 17. Jahrhundert hießen dreistimmige Vokal- und Instrumentalsätze häufig Tricinium.
Die ausschließlich vokale Bedeutung des Terminus Terzett hat sich erst im Verlauf des 19. Jahrhunderts endgültig durchgesetzt. So heißt z. B. noch Beethovens Trio op. 87 für 2 Oboen und Englischhorn im Autograph terzetto, und sogar noch Antonín Dvořák op. 74 und op. 75,a, (1887) gebraucht die Bezeichnung Terzett für Streichtrios.
Gelegentliche Versuche, Trio und Terzett voneinander abzugrenzen, bezogen sich mehr auf den Umfang der Stücke als auf deren Besetzung:
- Sébastien de Brossard definiert Terzett (als Diminutiv von Terzo) als un petit Trio.[1]

- Johann Gottfried Walther hebt den satztechnischen Unterschied zwischen vokalem und instrumentalem Terzett  hervor: eine kurtzgefaßte Composition von drey Sing-Stimmen, mit ihrem besonderen Spiel-Baß und anderen accompagnierenden Instrumenten; it[em] eine dergleichen Composition von drey Instrument-Stimmen, die Baß-Stimme mit eingerechnet.[2]

## Abgrenzung von Terzett und Trio
Obwohl im Allgemeinen Terzett für vokale und Trio für instrumentale Besetzungen und Musikstücke verwendet wird, ist der Gebrauch der Begriffe bis heute nicht völlig eindeutig, so dass im Einzelfall auch Abweichungen von der Norm zu beobachten sind. Immerhin lassen sich vorsichtig folgende Feststellungen treffen:
- Eine Gruppe von drei einzelnen Ausführenden heißt eher Trio, besonders im rein instrumentalen Bereich.
- Handelt es sich um drei identische Instrumente, ist allerdings oft auch von Terzett die Rede.
- Drei von weiteren Instrumenten begleitete Vokalsolisten heißen im Bereich der Klassik in jedem Falle Terzett, im Bereich der Popmusik taucht wieder die Bezeichnung Trio auf.
- Ein Stück für drei deutlich verschiedene Instrumente wird eher „Trio“ genannt. Ein Beispiel dafür ist das Klaviertrio, das üblicherweise aus Violine, Violoncello und Klavier besteht.